# Преображенка (Шарангский район)
 Преображенка  — деревня в Шарангском районе Нижегородской области в составе  Кушнурского сельсовета .

## География
Расположена на расстоянии примерно 24 км на юг-юго-восток от районного центра посёлка Шаранга.

## История
Известна с 1926 года как починок Преображенский, дворов 17 и жителей 103, в 1950 (уже деревня) 25 и 104.

## Население
Постоянное население составляло 59 человек (русские 90%) в 2002 году, 44 в 2010.